# Onomasiologia
En lingüística, semàntica i lexicologia, l'onomasiologia és l'estudi de la relació entre el concepte o significat (la idea) amb el significant (la paraula o forma). Dit d'altra manera, la qüestió "com s'expressa X?". El nom prové de l'alemany Onomasiologie, derivat pel lingüista Adolf Zauner el 1902 del grec ὀνομάζω (onomāzο) — "anomenar", al seu torn provinent del mot ὄνομα — "nom").
En tant que part de la lexicologia, comença pel concepte i no per la paraula, perquè entén que aquest concepte és anterior al mot que l'expressa, i cerca el nom que s'hi adiu. Comença per la metallengua i cerca en la llengua real allò que el concepte expressa. En l'àmbit de la dialectologia, l'estudi sincrònic de les varietats geogràfiques o socials que pren una llengua, s'empra sovint l'onomasiologia com a mètode, així com en el cas de l'estudi diacrònic (o "històric"). En seria un exemple: "com s'anomenen els animals domèstics més habituals de la família dels felins?" "A Catalunya, hom diu gat, mentre que a Mallorca es fa servir el mot "moix".
En canvi, si el procés es realitza a la inversa, s'anomena semasiologia: començant pel mot i investigant el seu significat o el concepte al qual fa referència. Per exemple, invertint la pregunta feta més amunt, "què expressa el mot gat?"

## Instruments de treball
Els instruments més importants que l'onomasiòleg històric requereix són:
- l'atles lingüístic
- el diccionari etimològic
- el diccionari dialectal
- el tesaure
- el corpus de text diacrònic, o corpus lingüístic

## Processos de canvi lèxic
A l'hora de parlar d'on provenen les paraules, hom ha de considerar els següents processos de canvi lèxic:
- adopció d'un:
  - mot ja existent en la mateixa llengua (canvi semàntic)
  - mot provinent d'una altra llengua (manlleu)
- conversió lèxica
- composició (en un sentit ampli, com en el cas dels mots compostos i derivacions)
- el·lipsi (omissió d'un morfema).
- escurçament (de morfemes, com "tele" del mot "televisió")
- acrònims (com pot ser IVA, "Impost sobre el Valor Afegit")
- fusió de mots (etimologies populars, per exemple)
- derivació regressiva
- reduplicació
- alteració morfològica
- composicions tautològiques
- jocs de paraules
- canvi de síl·laba tònica
- modificació gràfica o ortogràfica
- fraseologisme
- creació d'arrels o lexemes (incloent-hi paraules d'origen onomatopeic o expressiu)

## Explicacions del canviament lingüístic
Quan un parlant ha d'anomenar alguna cosa, primerament intenta posar-la en una categoria. Si el parlant és capaç de classificar el referent com a part d'un concepte que li és familiar, durà a terme algun tipus d'anàlisi cognitivolingüística de costs i beneficis: què cal dir per aconseguir el que es vol. Sobre la base d'aquesta anàlisi, el parlant pot fer servir una paraula que li és ja familiar o decidir-se a crear-ne una de nova. Aquests processos poden ser més o menys conscients. El moment d'encunyar una nova designació pot ser incitat per diverses motivacions (ref. Grzega 2004):
- dificultat de classificar l'objecte a anomenar o atribuir una paraula adequada a la cosa que ha de ser anomenada, donant a designacions confuses.
- diferència poc clara entre termes subordinat i superordinat donat al monopoli del membre prototípic d'una categoria del món real
- situacions de contacte quotidianes
- prescriptivisme i proscriptivisme lingüístics, tant institucionalitzat com no
- afalagament
- insult
- disfressar coses o fets (eufemismes, dobles sentits)
- tabú
- voluntat d'evitar paraules fonèticament similars o idèntiques a paraules amb connotació negativa
- abolició de formes que són ambigües en més d'un context
- jocs de paraules
- llargària excessiva d'un mot
- malinterpretació morfològica (creació de transparència feta pels canvis en una paraula = etimologia popular)
- eliminació d'una irregularitat morfològica
- desig de crear un nom visual/didàctic/plàstic per a una cosa
- prominència natural d'un concepte
- prominència existent en una cultura d'un concepte
- canvis en el món
- canvis en la categorització del món
- prestigi / moda, basant-se en allò que és prestigiós en una altra llengua o varietat, o modes pel que fa a patrons de formació de paraules

En l'anàlisi de Grzega del 2004, els següents motius de canvi lingüístic s'han declarat invàlids o antiquats: reducció de saliència, errors en la lectura, ganduleria, longitud fonètica insuficient, combinacions de sons difícils, patrons d'accentuació de síl·labes poc clars, cacofonia.
Per tal de crear una nova paraula, el parlant tria un o dos aspectes físics o psicològics rellevants (ixents, en terminologia de neurolingüística). Algunes de les referències per a les motivacions (iconemes) per a la creació de la paraula es basen en relacions cognitives i associatives.
- relacions de contigüitat ("prop de", "al costat de", "contingu a")
- relacions de similitud ("semblant a")
- relacions de parcialitat ("part de")
- relacions de contrast ("el contrari de", "oposat a")

Aquestes relacions poden tenir lloc entre formes, conceptes o entre forma i concepte. Un catàleg més complet, realitzat per Koch el 2002, inclou les següents associacions:
- identitat (manlleus)
- "figuració", relacions "figuratives" (similitud indivualment captada entre conceptes: ratolí per parlar d'un accessori informàtic que recorda un ratolí)
- contigüitat conceptual ("un Picasso" per referir-se a una obra de Pablo Picasso o la mateixa paraula "pintura" per a referir-se no literalment al material sinó a la totalitat de l'obra realitzada amb aquest material. En concret aquesta és una relació de metonímia.)
- parcialitat de conceptes
- contrast de conceptes
- semblança literal o figurativa entre les formes d'un signe i el seu concepte (com per exemple, en les onomatopeies)
- relació important entre continguts de signes i similitud "literal" (com per exemple, quan es generalitza un significat, "arbre de Nadal" per parlar de qualsevol conífera, o dir "Bambi" per referir-se a qualsevol animal vagament semblant a un cervo)
- relació important entre continguts de signes i contrast de conceptes (per exemple, "apprendre" en francès vol dir 'aprendre' i 'ensenyar', és el cas també d'alguns dialectes del nord d'Anglaterra amb el mot "learn")
- relació important entre continguts de signes i similitud "literal" de conceptes
- relació de similitud "literal" entre formes de signes (la paraula "sparrow-grass", 'espàrrec', en anglès)
- contigüitat de les formes de signes (crear paraules unint termes de paraules anteriors, com en anglès "brunch" de breakfast + lunch, o IVA emprat com a paraula a partir de l'acrònim d'Impost sobre el Valor Afegit).
- similitud "literal" (objectivament visible) i contigüitat de conceptes (per exemple, transferència de significat entre dos mots en dialectes)
- similitud "literal" de referents i forta relació entre continguts de signes
- associacions múltiples (com en certes formes de jocs de mots)

Les associacions concretes poden ser incitades per un model que no prové de la llengua nativa del parlant o del seu encontorn lingüístic.